# 马丁·巴里
马丁·巴里（英語：Martin Barry，1802年3月28日—1855年4月27日）是一位英国组织学家和胚胎学家，毕业于海德堡大学，爱丁堡皇家内科医师学会和爱丁堡皇家学会会员，1839年获得皇家獎章，1840年当选皇家学会会士。